# Tournoi de tennis du Touquet-Paris-Plage
L’Open féminin du Touquet-Paris-Plage est un tournoi de tennis français de la catégorie du « circuit national des grands tournois féminins », organisé depuis 1994. Il est organisé par le Touquet Tennis Club et se déroule chaque année au Touquet-Paris-Plage au mois de décembre. Le tournoi se dispute actuellement en indoor sur surface synthétique dure (type green set).
Au sein de la catégorie du « circuit national des grands tournois féminins », c'est le tournoi dont la dotation globale est la plus élevée : elle était ainsi de 9 800 euros pour les éditions 2009 et 2010.
Nombre de joueuses de niveau international, évoluant sur le circuit WTA, ont disputé l'Open du Touquet depuis sa création, notamment deux numéros une mondiales (Justine Henin, Ana Ivanović) ou les meilleures Françaises (Nathalie Dechy, Alizé Cornet, Aravane Rezaï, etc.).

## Palmarès
| Année | Vainqueur          | Finaliste               | Score         |
| ----- | ------------------ | ----------------------- | ------------- |
| 1994  | Noëlle van Lottum  | Angélique Olivier       | 2-6, 6-1, 6-1 |
| 1995  | Julie Halard       | Nathalie Tauziat        | 0-6, 7-6, 7-5 |
| 1996  | Dominique Monami   | Sarah Pitkowski         | 6-7, 6-2, 6-3 |
| 1997  | Anne-Gaëlle Sidot  | Dominique Monami        | 1-6, 6-3, 6-4 |
| 1998  | Julie Halard       | Dominique Monami        | 3-6, 6-1, 6-4 |
| 1999  | Justine Henin      | Bianka Lamade           | 6-1, 6-4      |
| 2000  | Magdalena Maleeva  | Anne-Gaëlle Sidot       | 3-6, 7-6, 6-1 |
| 2001  | Nathalie Dechy     | Anne-Gaëlle Sidot       | 6-1, 6-3      |
| 2002  | Olivia Sanchez     | Émilie Loit             | 6-3, 6-3      |
| 2003  | Els Callens        | Marie-Gaianeh Mikaelian | 7-6, 6-7, 6-3 |
| 2004  | Els Callens        | Claudine Schaul         | 6-3, 6-3      |
| 2005  | Youlia Fedossova   | Janette Bejlkova        | 6-2, 6-4      |
| 2006  | Aravane Rezaï      | Youlia Fedossova        | 6-4, 6-3      |
| 2007  | Petra Cetkovská    | Karla Mraz              | 6-1, 6-3      |
| 2008  | Ekaterina Makarova | Petra Cetkovská         | 6-4, 6-4      |
| 2009  | Vesna Manasieva    | Julie Coin              | 6-3, 6-2      |
| 2010  | Polona Hercog      | Amandine Hesse          | 6-4, 6-3      |
| 2011  | Pauline Parmentier | Sorana Cîrstea          | 7-5, 6-4      |
| 2012  | Alizé Cornet       | Kristina Mladenovic     | 3-6, 6-4, 6-1 |
| 2013  | Alizé Cornet       | Alizé Lim               | 6-4, 6-4      |
| 2014  | Myrtille Georges   | Pauline Parmentier      | 6-4, 6-4      |
| 2015  | Mathilde Johansson | Chloé Paquet            | 6-4, 7-6      |
| 2016  | Myrtille Georges   | Gaëlle Desperrier `     | 3-6, 6-4, 6-0 |